# Удмуртський ліс
Удму́ртський ліс — великий лісовий масив, що розташований на півдні Удмуртії.
Ліс знаходиться на заході Граховського району, в межиріччі правого берега нижньої течії річки Умяк та лівого берега Сарамачки. На заході до лісу примикає урочище Слудські Поля.
Удмуртський ліс є мішаним, де поширені хвойні (ялина) та широколисті породи (в'яз на півдні та липа на півночі).